# Kazuya Kamenashi

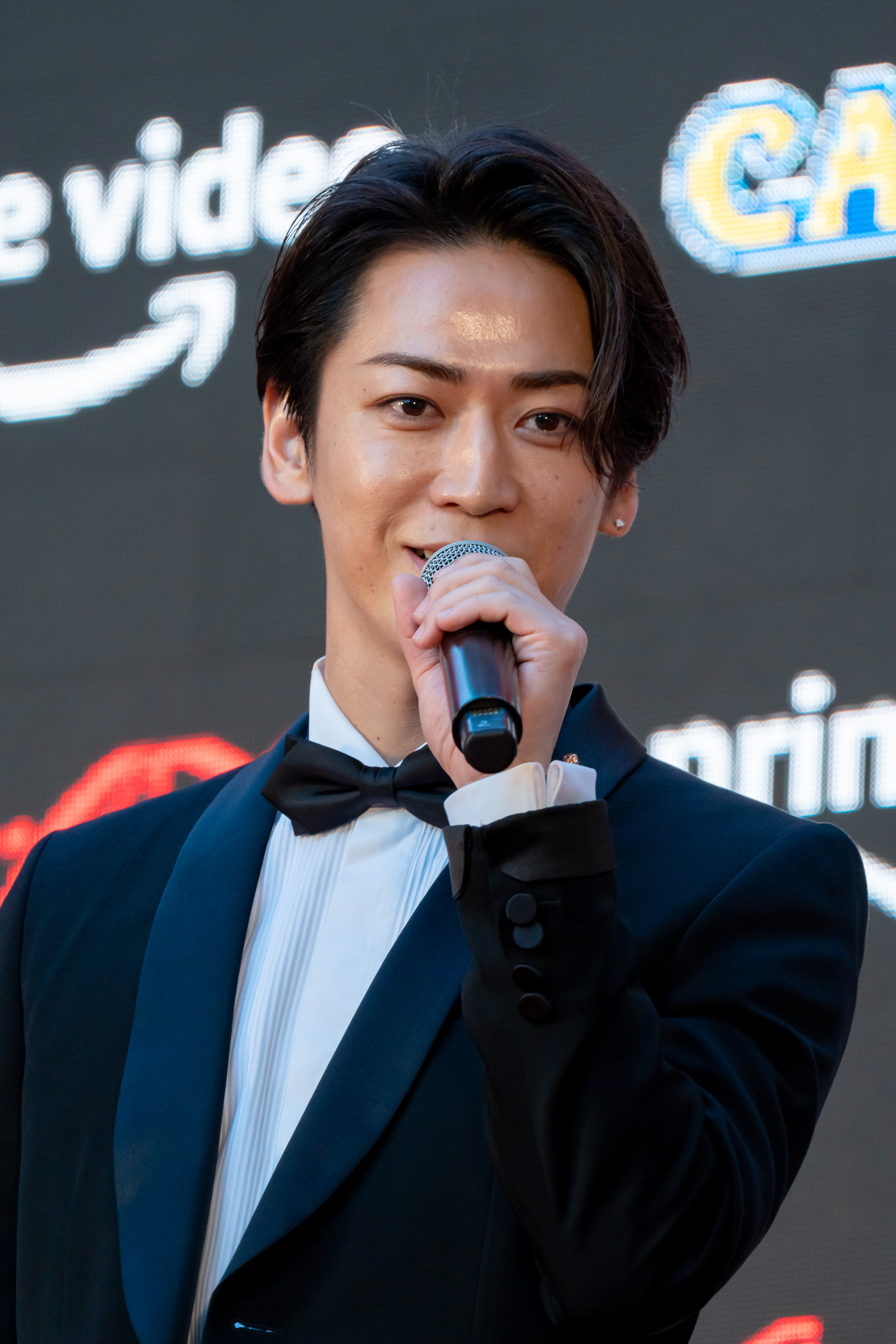
Kazuya Kamenashi (2023)

Kazuya Kamenashi (jap. 亀梨 和也, Kamenashi Kazuya; * 23. Februar 1986 in Tokio) ist Mitglied der J-Pop-Band KAT-TUN.

## Leben
Er wurde 2001 bei Johnny & Associates, zusammen mit fünf anderen Jugendlichen aus verschiedenen Johnny & Associates Junior Units, von Domōto Koichi von den Kinki Kids eigentlich nur als Backdancer für seine NHK Show Popjam ausgesucht. Doch die Gruppe war sehr beliebt und blieb daher in dieser Formation bestehen. Im Januar 2006 wurde ihr offizielles Debüt angekündigt und im März 2006 erschien ihre erste Single Real Face. KAT-TUN sind zurzeit eine der beliebtesten Teen Idol Groups in Japan, alle ihre Singles haben bisher den 1. Platz der Oricon-Charts erreicht.
Wie die meisten der von Johnny promoteten jungen Männer ist Kamenashi auch in einer ganzen Reihe von Fernsehwerbung aufgetreten und spielt in TV-Doramas mit. So hat er im Herbst 2005 mit dem sehr erfolgreichen Dorama Nobuta. wo produce bei den TV Academy Awards die Auszeichnung Bester Darsteller bekommen. Während der Ausstrahlung von Nobuta. wo produce hat er zusammen mit seinem Dorama-Partner Tomohisa Yamashita von NEWS unter Leitung von Johnny & Associates vorübergehend als Shuuji to Akira (修二と彰) die Single Seishun amigo (青春アミーゴ) zur Serie aufgenommen.
Die Single erschien am 2. November 2005 und stieg in der folgenden Woche auf Nr. 1 in den Oricon-Charts ein. Sie wurde mehr als 1 Million Mal in weniger als 4 Wochen verkauft und toppte 2005 sogar die jährlichen Oricon Top 999. Damit ist sie die meistverkaufte Single 2005 in Japan. Seishun Amigo  wurde am 21. Juni 2006 auch in Schweden veröffentlicht und stieg in der folgenden Woche auf Platz 41 in die Charts ein.

## Filmografie

### Dorama
- Kaitou Yamaneko als Yamaneko (2016)
- Second Love (2015)
- Tokyo Bandwagon als Ao Hotta (2013)
- Yokai Ningen Bem als Bem (NTV, 2011)
- 3 nen B-gumi Kinpachi-sensei Final SP(TBS, 2011)
- Yamato Nadeshiko Shichi Henge als Takano Kyohei (TBS, 2010)
- MR. BRAIN als Wakui Masakazu (TBS, 2009, ep3)
- Kami no Shizuku als Kanzaki Shizuku (NTV, 2009)
- 1 Pound no Fukuin als Hatanaka Kosaku (NTV, 2008)
- Tokkyu Tanaka San Go als Shibahara Toru (TBS, 2007, ep9)
- Tatta Hitotsu no Koi als Kanzaki Hiroto (NTV, 2006)
- Kuitan (NTV, 2006, SP, cameo)
- Yuuki als Yuuki (NTV, 2006)
- Supplì als Ishida Yuya (Fuji TV, 2006)
- Nobuta wo Produce als Kiritani Shuji (NTV, 2005)
- Kindaichi Shonen no Jikenbo 2005 als Kindaichi Hajime (NTV, 2005)
- Gokusen 2 als Odagiri Ryu (NTV, 2005)
- 3 nen B gumi Kinpachi Sensei 5 als Fukagawa Akihiko (TBS, 1999)

### Filme
- Gokusen: The Movie als Odagiri Ryu (2009)

## Auszeichnungen
- 12th Nikkan Sports Drama Grand Prix: Bester Darsteller (Kami no Shizuku)
- 1st Astar TV Drama Awards: Bester neuer asiatischer Star 2007 (Japan)
- 8th Nikkan Sports Drama Grand Prix: Bester Nebendarsteller (Gokusen 2)
- 44th Television Drama Academy Awards: Bester Nebendarsteller (Gokusen 2)
- 47th Television Academy Awards: Bester Darsteller (Nobuta wo Produce)

## Diskografie

### Singles
| Jahr | Titel Album | Höchstplatzierung, Gesamtwochen, AuszeichnungChartsChartplatzierungen (Jahr, Titel, Album, Platzierungen, Wochen, Auszeichnungen, Anmerkungen) | Anmerkungen                           |
| Jahr | Titel Album | JP | Anmerkungen                           |
| ---- | ----------- | --- | ------------------------------------- |
| 2019 | Rain –      | JP1 Gold · (17 Wo.)JP | Erstveröffentlichung: 15. Mai 2019    |
| 2023 | Cross –     | JP1 Gold · (9 Wo.)JP | Erstveröffentlichung: 18. August 2023 |